# Động đất Hồ Tanganyika 2005
Động đất Hồ Tanganyika 2005 (tiếng Anh: 2005 Lake Tanganyika earthquake) là trận động đất xảy ra vào lúc 14:19 (theo giờ địa phương), ngày 5 tháng 12 năm 2005. Trận động đất có cường độ 6.8 richter, tâm chấn độ sâu khoảng 22 km. Hậu quả trận động đất đã làm 6 người bị thương.